# La Garde (Var)
Garde – miejscowość i gmina we Francji, w regionie Prowansja-Alpy-Lazurowe Wybrzeże, w departamencie Var.
Według danych na rok 1990 gminę zamieszkiwały 22 412 osoby, a gęstość zaludnienia wynosiła 1442 osoby/km² (wśród 963 gmin regionu Prowansja-Alpy-W. Lazurowe Garde plasuje się na 32. miejscu pod względem liczby ludności, natomiast pod względem powierzchni na miejscu 581.).

## Współpraca
Miejscowość partnerska:
- Spa, Belgia